# Amanda Kander
Tove Linnea Amanda Kander, född 24 april 1995 i Lund, är en svensk fotbollsspelare som spelar för Malmö FF.

## Karriär
Säsongen 2011 spelade Kander 12 matcher och gjorde fem mål för Lunds BK i Division 3. Säsongen 2012 gick hon till Borgeby FK. Kander spelade för klubben fram till 2017 med undantag för collegespel i USA. Mellan 2014 och 2016 spelade hon 48 matcher och gjorde 29 mål för Lindsey Wilson College.
Inför säsongen 2018 gick Kander till Limhamn Bunkeflo. Hon debuterade och gjorde sitt första mål i Damallsvenskan den 14 april 2018 i en 2–4-förlust mot Hammarby IF.
I mars 2020 värvades Kander av Djurgårdens IF, där hon skrev på ett ettårskontrakt. Efter säsongen 2020 lämnade Kander klubben. I december 2020 värvades hon av division 3-klubben Malmö FF.